# Pseudoapseudomorpha wagait
Pseudoapseudomorpha wagait is een naaldkreeftjessoort uit de familie van de Metapseudidae. De wetenschappelijke naam van de soort is voor het eerst geldig gepubliceerd in 1997 door Edgar.